# مطابقة كفاف التضاريس

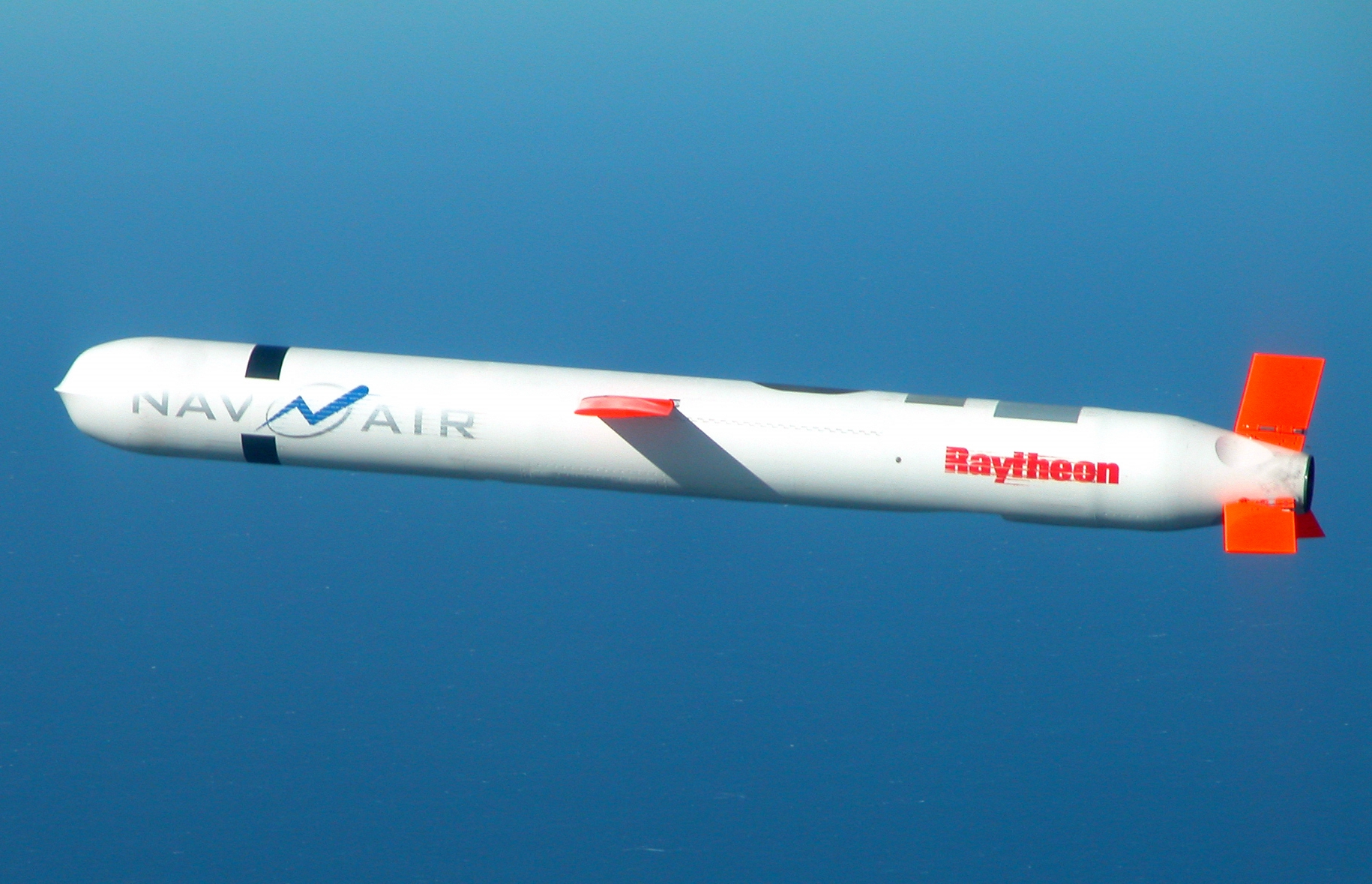

مطابقة كفاف التضاريس (بالإنجليزية: Terrain Contour Matching)‏ هو نظام لتوجيه الصواريخ يستخدم في الصواريخ الجوالة. يعمل النظام بواسطة رادار يصور الأرض تحت الصاروخ ويقوم بمقارنته بخريطة مصورة في الذاكرة. النظام يسمح للصاروخ الطيران بارتفاع منخفض وتفادي الدفاعات الصاروخية.

## الصواريخ التي تستخدم النظام
يستخدم النظام في عدة صواريخ، منها:
- إيه جي إم-86بي (الولايات المتحدة).
- أي جي أم-129 أي سي أم (الولايات المتحدة).
- بي جي أم-109 توماهوك (بعض الفئات)، (الولايات المتحدة).
- كي أيتش-55 جرانات (الاتحاد السوفيتي) وبعض الصواريخ الروسية الحديثة قد تستخدم النظام.
- سي-802 (الصين)، قد يستخدم النظام.
- دي أيتش-10 (الصين).